# Sophie Thémont
 (septembre 2024).
Sophie Thémont, née le 3 mai 1973 à Ath, est une femme politique belge, membre du Parti socialiste (PS), députée fédérale depuis 2019 et bourgmestre de Flémalle depuis décembre 2022.

## Biographie
Sophie Thémont nait le 3 mai 1973 à Ath, fille d'un facteur et d'une employée en usine. Diplômée en marketing, elle poursuit une carrière comme attachée dans divers cabinets ministériels.
Le 20 juin 2019, étant deuxième suppléante de la liste PS dans la circonscription de la province de Liège, elle devient députée fédérale à la Chambre des représentants à la suite du désistement de Julie Fernandez Fernandez. 
Devenue première échevine de Flémalle en 2018, elle en devient la bourgmestre faisant fonction en 2019 consécutivement à la nomination d'Isabelle Simonis au gouvernement de la Communauté francophone de Belgique, avant de recevoir, à la suite de la démission de cette dernière, le mayorat de la commune en décembre 2022.